# Japan Soccer League 1973
La temporada de 1973 fue la novena edición de la Liga de fútbol de Japón , el mayor nivel de campeonato de fútbol japonés.

## Clasificación

### JSL Primera División
Tanabe Pharmaceuticals descendió, convirtiéndose en el primer club japonés en descender tras una temporada.
| Pos | Club                  | Pts | W  | D | L  | GF | GA | GD   | Notas     |
| --- | --------------------- | --- | -- | - | -- | -- | -- | ---- | --------- |
| 1.  | Mitsubishi Motors     | 30  | 14 | 2 | 2  | 35 | 12 | ＋23 | Campeones |
| 2.  | Hitachi               | 25  | 12 | 1 | 5  | 35 | 18 | ＋17 |           |
| 3.  | Yanmar Diesel         | 23  | 10 | 3 | 5  | 40 | 17 | ＋23 |           |
| 4.  | Towa Real Estate      | 21  | 9  | 3 | 6  | 29 | 22 | ＋7  |           |
| 5.  | Furukawa Electric     | 21  | 9  | 3 | 6  | 31 | 27 | ＋4  |           |
| 6.  | Nippon Steel          | 16  | 7  | 2 | 9  | 25 | 26 | －1  |           |
| 7.  | Toyota Motors         | 15  | 5  | 5 | 8  | 22 | 31 | －9  |           |
| 8.  | Toyo Industries       | 14  | 4  | 6 | 8  | 16 | 28 | －12 |           |
| 9.  | Nippon Kokan          | 12  | 4  | 4 | 10 | 24 | 32 | －8  | Promoción |
| 10. | Tanabe Pharmaceutical | 3   | 1  | 1 | 16 | 7  | 51 | －44 | Promoción |

### Promoción
| Primera División      | Ida | Vuelta | Segunda División |
| --------------------- | --- | ------ | ---------------- |
| Nippon Kokan          | 2-1 | 2-2    | Kofu Club        |
| Tanabe Pharmaceutical | 2-1 | 0-2    | Eidai Industries |

Eidai ascendido, Tanabe descendido.

### JSL Segunda División
| Pos | Club                             | Pts | W  | D | L  | GF | GA | GD   | Notas                          |
| --- | -------------------------------- | --- | -- | - | -- | -- | -- | ---- | ------------------------------ |
| 1   | Eidai Industries                 | 26  | 11 | 4 | 3  | 51 | 24 | ＋27 | Promoción con Primera División |
| 2   | Kofu Club                        | 26  | 12 | 2 | 4  | 39 | 25 | ＋14 | Promoción con Primera División |
| 3   | Yomiuri                          | 24  | 10 | 4 | 4  | 40 | 21 | ＋19 |                                |
| 4   | Fujitsu                          | 22  | 9  | 4 | 5  | 33 | 28 | ＋5  |                                |
| 5   | NTT Kinki                        | 21  | 8  | 5 | 6  | 31 | 29 | ＋2  |                                |
| 6   | Dainichi Nippon Cable Industries | 16  | 6  | 6 | 7  | 30 | 34 | －4  |                                |
| 7   | Kyoto Shiko Club                 | 14  | 5  | 4 | 9  | 31 | 35 | －4  |                                |
| 8   | Teijin Matsuyama                 | 13  | 4  | 5 | 9  | 21 | 43 | －22 |                                |
| 9   | Toyota Industries                | 9   | 2  | 6 | 11 | 30 | 34 | －4  | Promoción con Copa Shakaijin   |
| 10  | Hagoromo Club                    | 9   | 3  | 3 | 12 | 25 | 48 | －23 | Promoción con Copa Shakaijin   |

### Promoción
Sumitomo, en aquel tiempo basado en Osaka, se mudaría a Kashima, Ibaraki en 1975 y se convertiría en el actual Kashima Antlers.
| Segunda División  | Ida | Vuelta | Copa Shakaijin               |
| ----------------- | --- | ------ | ---------------------------- |
| Toyota Industries | 1-1 | 1-2    | Hitachi Ibaraki (Subcampeón) |
| Hagoromo Club     | 2-2 | 1-2    | Sumitomo Metal (Campeón)     |

Hitachi Ibaraki y Sumitomo ascendidos, Toyota Industries y Hagoromo Club descendidos a la liga de Tokai.